# Eigengrau
Eigengrau, auch Eigenlicht (die deutschen Bezeichnungen sind auch im englischen Sprachraum üblich) oder Eigenrauschen, ist die Farbe, die man in völliger Dunkelheit sieht. Der Begriff wurde um 1860 von Gustav Theodor Fechner eingeführt. Damals war aufgefallen, dass bei sehr großen wie bei sehr kleinen Helligkeiten die Empfindlichkeit des Auges von der Vorhersage des Fechnerschen Gesetzes abweicht.
Eigengrau wird heller wahrgenommen als schwarze Objekte bei normalen Lichtbedingungen. Das liegt daran, dass bei der Wahrnehmung der Kontrast wichtiger als die eigentliche Helligkeit ist. Zum Beispiel erscheint der Nachthimmel wegen des durch die Sterne hervorgerufenen Kontrastes dunkler als eigengrau. Eine reine Schwarzempfindung des Auges ist nur bei gleichzeitigem Kontrast zu einer Weißempfindung möglich, wie Ewald Hering 1874 beschrieb.
Als Ursache des Eigengraus werden Aktionspotentiale des Sehnervs angesehen, möglicherweise verursacht durch eine Art Grundrauschen der Netzhaut. Diese zufälligen Anregungen können nicht von denen unterschieden werden, die von Lichtteilchen herrühren. Ursache könnten thermisch bedingte Isomerisierungen des Sehpigments Rhodopsin sein. Es gibt aber auch andere Hypothesen.
Die geringere Empfindlichkeit des Auges bei geringer Lichtintensität wurde von Hermann von Helmholtz auf die Fleckigkeit des Eigengraus zurückgeführt.
Der Begriff Eigenrauschen wird auch in anderen Zusammenhängen, unter anderem in der Akustik, verwendet. Das Eigenrauschen von Mikrofonen wird mit dem Ersatzgeräuschpegel quantifiziert. Eine Analogie zum Eigenrauschen findet sich auch bei Photozellen, speziell beim Dunkelrauschen der Sensoren von Digitalkameras.
Eigengrau und Schwarz im Vergleich: 